# Gorges de la Balme
Les gorges de la Balme appelé aussi cluse de la Balme ou encore défilé de Pierre-Châtel, sont des gorges du Rhône situées à la limite des communes Virignin et Nattages dans le département du Ain et de La Balme et Yenne dans le département de la Savoie.

## Géographie
Les gorges séparent le chaînon du Mont Tournier de la Montagne de Parves. 
Elles sont parcourues par le cours naturel du Rhône, laissant le canal de dérivation du côté Bugey.
Deux ponts traversent le Rhône au niveau des gorges: le pont de La Balme et le pont suspendu de Yenne.

## Protection environnementale
Les gorges de la Balme font partie du site Natura 2000 de l'ensemble Lac du Bourget - Chautagne-Rhône.Le site a été classé, sur une surface de 717 hectares, par décrêt le 31 mai 2013.

## Sport et tourisme
Les gorges de la Balme sont un site prisé pour la pratique des sports de pleine nature. Depuis plusieurs années, les travaux d'aménagement réalisés par la Compagnie Nationale du Rhône ont favorisé l'essor des activités nautiques, notamment le kayak. Un stade d'eau vive a été aménagé au cœur des gorges et inauguré en 2011, permettant aux sportifs de s'entraîner dans un cadre naturel. En période estivale, des milliers de personnes, principalement des touristes, traversent les gorges en kayak, soit par l'intermédiaire de différents loueurs, soit avec leur propre matériel.
Par ailleurs, le versant situé sur la commune de La Balme abrite un important site d'escalade, attirant chaque année de nombreux grimpeurs.
Les gorges sont également parcourues par plusieurs sentiers de randonnée offrant des points de vue remarquables sur le Rhône. Le chemin de Compostelle passe à proximité, surplombant les gorges.